# جیمز مارکوس (رزیدنت ایول)
جیمز مارکوس (James Marcus) (۱۹۱۸–۱۹۸۸) نام یک شخصیت داستانی در مجموعه بازی‌های رزیدنت ایول و بهمراه اوزول ای اسپنسر و ادوارد آشفورد، یکی از سه بنیان‌گذار اصلی شرکت آمبرلا است، که کشف نهایی ویروس تی را انجام داد. این ویروس همان ویروسی است که میزبان خود را به زامبی تبدیل می‌کرد.

## اوایل زندگی و راه اندازی شرکت آمبرلا
مارکوس، دوست و هم دانشگاهی ادوارد آشفورد بود که طی دوران دانشگاه خود متوجه توانایی بسیار زیاد خود در ویروس‌شناسی می‌شود و بهمراه ادوارد آشفورد تصمیم می‌گیرد که در این رشته ادامه تحصیل دهند. در طول تحصیل خود، آن دو روی ویروسی کار می‌کنند که بعدها، ادوارد آشفورد، تصمیم می‌گیرد که نتایج تحقیقات را در اختیار دوست خود، یعنی اوزول ای اسپنسر قرار دهد که اسپنسر بی‌دریغ از آنها در تحقیقات خود حمایت می‌کند. مارکوس و آشفورد تصمیم دارند تا از تحقیقات خود در ساخت و ریشه کن کردن بسیاری از بیماری‌ها استفاده کنند؛ درحالی که اسپنسر سعی در ساخت سلاح‌های (بیو ارگانیک) دارد تا به قدرت زیاد و نامیرایی دست پیدا کنند. بعد کشمکش‌های بسیار بر سر طریقه استفاده از این ویروس، آنها تصمیم بر راه اندازی شرکت آمبرلا را می‌گیرند تا فعلاً روند تحقیقاتی خود را ادامه دهند. پس از راه اندازی شرکت در سال ۱۹۶۸، مارکوس به عنوان مدیر شرکت در شعبه (Arklay) نائل شد. از آن سو که آشفورد به عنوان دستیار او خدمت می‌کرد، اسپنسر تمام بودجه، سهام و درآمدهای کلان شرکت را به خود اختصاص داد. مارکوس روند تحقیقاتی خود را بر روی ویروس ادامه داد تا این که در سال ۱۹۷۰ تصمیم گرفته شد که اولین آزمایش بر روی یک موجود زنده انجام شود؛ نتایج آزمایش فرای باور همگان بود و باعث به وجود آمدن ویروس-جی (G-virus) شد. این آزمایش اعتبار و جایگاه او را بیش از پیش بالا برد، تا جایی که اسپنسر هم قدرت تقابل با او را نداشت. این ویروس جرقه‌ای بود برای شروع تحقیق برای گسترش تولید سلاح‌های بیو-ارگانیک (Bio-Organic weapons). سپس در سال ۱۹۷۸ او سرپرستی دو نابغه جوان به نام‌های آلبرت وسکر و ویلیام برکین را بر عهده گرفت تا با تعلیم آنها در این زمینه، دو تن نیروی بسیار حیاتی و تأثیر گذار را وارد شرکت آمبرلا کند.

## پیدایش ویروس-تی (T-virus)
مارکوس به دلیل گذران زندگی به فردی افسرده و گوشه نشین تبدیل شده بود. آزمایشات فراوان بر روی ویروس‌های مختلف ذهن او را برهم ریخته بود و او کم‌کم از بعد انسانی خود دور می‌شد. تا اینکه در سال ۱۹۸۸، او تصمیم بر آزمایش روی انسان‌های زنده می‌گیرد و این کار را با ۲۰ تن از زیر دست‌های خود شروع می‌کند. تا در نهایت موفق به پایدارسازی ویروس-تی و اثر بخشی آن می‌شود و تایرنت‌ها (Tyrant) را بوجود می‌آورد. زمانی که تحقیقات او نتیجه بخش می‌شود، اسپنسر برای استفاده خودخواهانه خود از این نتایج، وسکر و برکین را مأمور می‌کند تا مارکوس را به قتل برسانند. آن دو به حمایت تیم ضربت آمبرلا، به آزمایشگاه آرکلی (Arklay) حمله کرده و با شلیک گلوله ای، مارکوس را به قتل می‌رسانند؛ غافل از اینکه با شلیک آن گلوله، شیشه‌ای که نوعی از انگل آغشته به دی‌ان‌ای ویروس بوده، شکسته و مارکوس از راه همان حفره گلوله آغشته می‌شود و بدن خود را باز سازی کرده و به زندگی بر می‌گردد. با به دست گرفتن قدرت بدن خود، برای انتقام از اسپنسر و شرکت آمبرلا، تمامی انگل‌ها و ویروس‌های تحقیقاتی شرکت آمبرلا در آرکلی و عمارت اسپنسر آزاد می‌کند.

## مرگ و پایان زندگی
بیلی کوئن و ربکا چمبرز بعد از گم شدن در کوهستان آرکلی، خود را به مرکز تحقیقاتی-آموزشی آمبرلا رساندند. در آنجا، پس از مبارزه با تعداد زیادی از موجودات عجیب‌الخلقه، پی بردند که آنها دست ساخت خود مارکوس هستند که حال ملکه آنها شده. پس از کشمکش‌های فراوان، آن دو متوجه شدند که تنها راه کشته شدن مارکوس، نور خورشید است و با کمک هم، او را در معرض نور خورشید قرار داده و به زندگی او پایان دادند.